# Postamt Tempelhof
Das Postamt Tempelhof ist ein denkmalgeschütztes Postgebäude am Tempelhofer Damm im Berliner Ortsteil Tempelhof des Bezirks Tempelhof-Schöneberg, das 1915–1917 nach Plänen von Otto Spalding für die Kaiserliche Oberpostdirektion errichtet wurde.

## Lage
Das Postamt liegt am Tempelhofer Damm 171–173 / Theodor-Francke-Straße 10/11 gegenüber dem Alten Park und grenzt an der Nordseite direkt an das Rathaus Tempelhof. Am Seitenflügel an der Theodor-Francke-Straße beginnt nach wenigen Metern der Franckepark. Aktuell beherbergt das Gebäude eine Filiale der Deutschen Post sowie ein Postbank Finanzcenter.

## Geschichte und Architektur
Die bis zur Schaffung von Groß-Berlin 1920 zum Kreis Teltow gehörende Landgemeinde Tempelhof hatte ursprünglich den gleichzeitigen Bau von Postamt und benachbartem Rathaus auf dem am Franckepark erworbenen Gelände vorgesehen. Der damalige Gemeindebaumeister, Fritz Bräuning, nahm deshalb Einfluss auf den Entwurf des Postamtes, um die Architektur des Bauensembles harmonisch aufeinander abzustimmen. Bräuning hatte 1913–1914 einen monumentalen Rathausbau im neoklassizistischen Stil entworfen. Aber während sich der Bau des Rathauses infolge des Ersten Weltkriegs bis in die späten 1930er Jahre verzögerte, nahm der 1915 begonnene Bau des Postamts seinen Fortgang, sodass am 28. Januar 1917 die Einweihung gefeiert werden konnte. Die Baukosten beliefen sich auf 669.000 Mark (kaufkraftbereinigt in heutiger Währung: rund 1,96 Millionen Euro).
Architekt des Gebäudes war Postbaurat Otto Spalding. Als Kaiserliches Postamt geplant, ist es noch ein Vertreter der wilhelminischen Bautradition. Spalding entwarf ein Palais im klassizistischen Stil. Anspielend auf die Anklänge höfischer Bauweise wurde es damals auch Postpalais genannt. Die Gliederung der Hauptfassade am Tempelhofer Damm verweist auf die italienische Frührenaissance und den französischen Barock.
Über dem als Sockel gestalteten Erdgeschoss mit Streifenquaderung ragen im Mittelteil über drei Geschosse ionische Pilaster und Säulen aus Sandstein in Kolossalordnung auf, die sich von den rosafarbenen Wandflächen abheben. Der Mittelteil wird durch eine Attikabalustrade mit vier aufgesetzten Vasen und einer Kartusche mit dem Reichsadler in der Mitte akzentuiert und abgeschlossen.
Der dreigeschossige Seitentrakt an der Theodor-Francke-Straße ist architektonisch einfacher ausgeführt. Im Attikageschoss gibt es klassizistische Anklänge. Das mit Blumen- und Fruchtgirlanden sowie Vögeln verzierte Gewände des Portals erinnert an den Jugendstil. Zwei auf einer Vase sitzende Fasane zieren das Tympanonrelief über dem Nebeneingang.
Im Haupttrakt befanden sich die Schalterhalle und die Rohrpoststation, im Seitentrakt an der Theodor-Francke-Straße die Hauptkasse und Garagen. Im Querflügel zum Innenhof waren die Paketpost, der Zustellersaal und Fernmelderäume untergebracht.

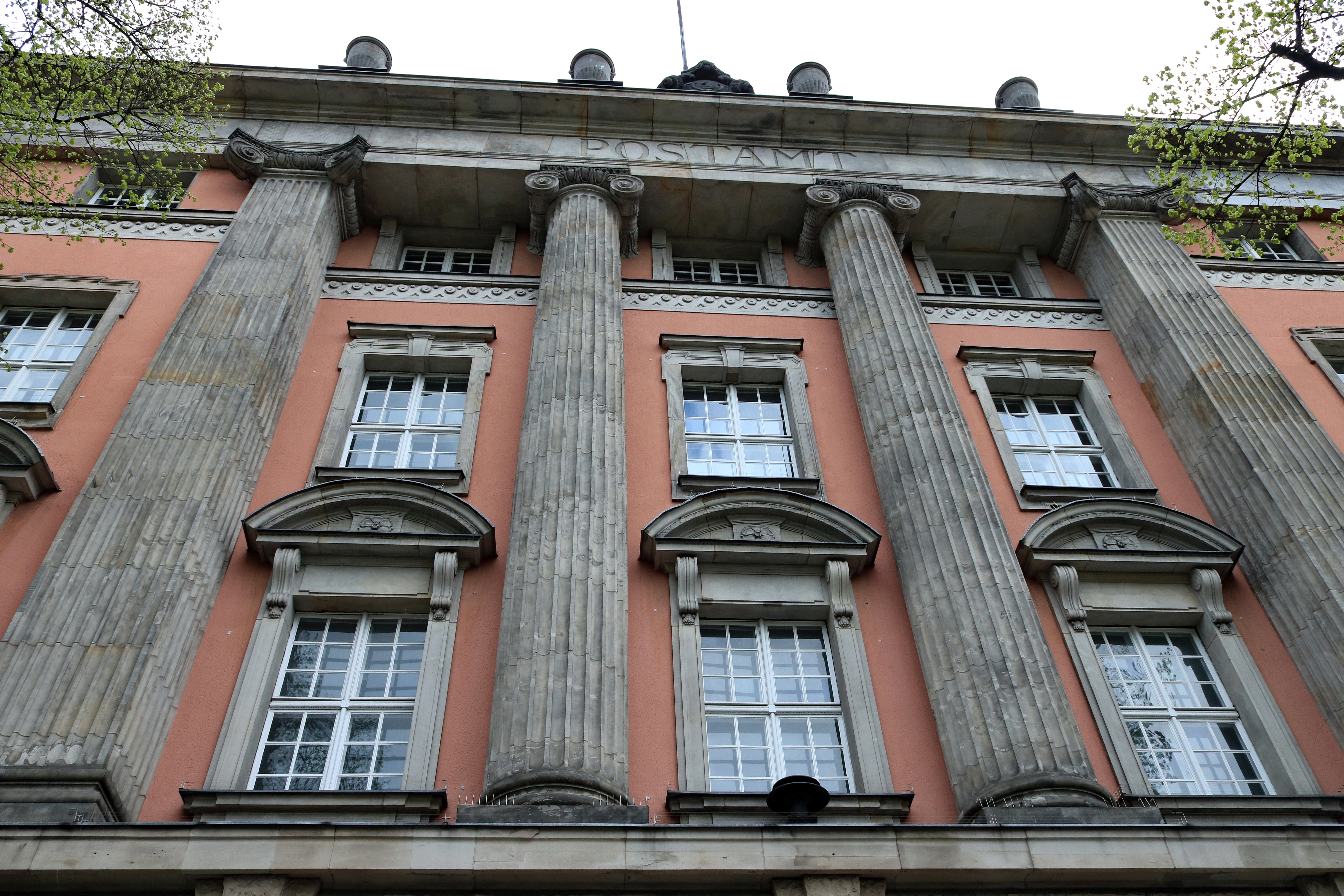
Hauptfassade
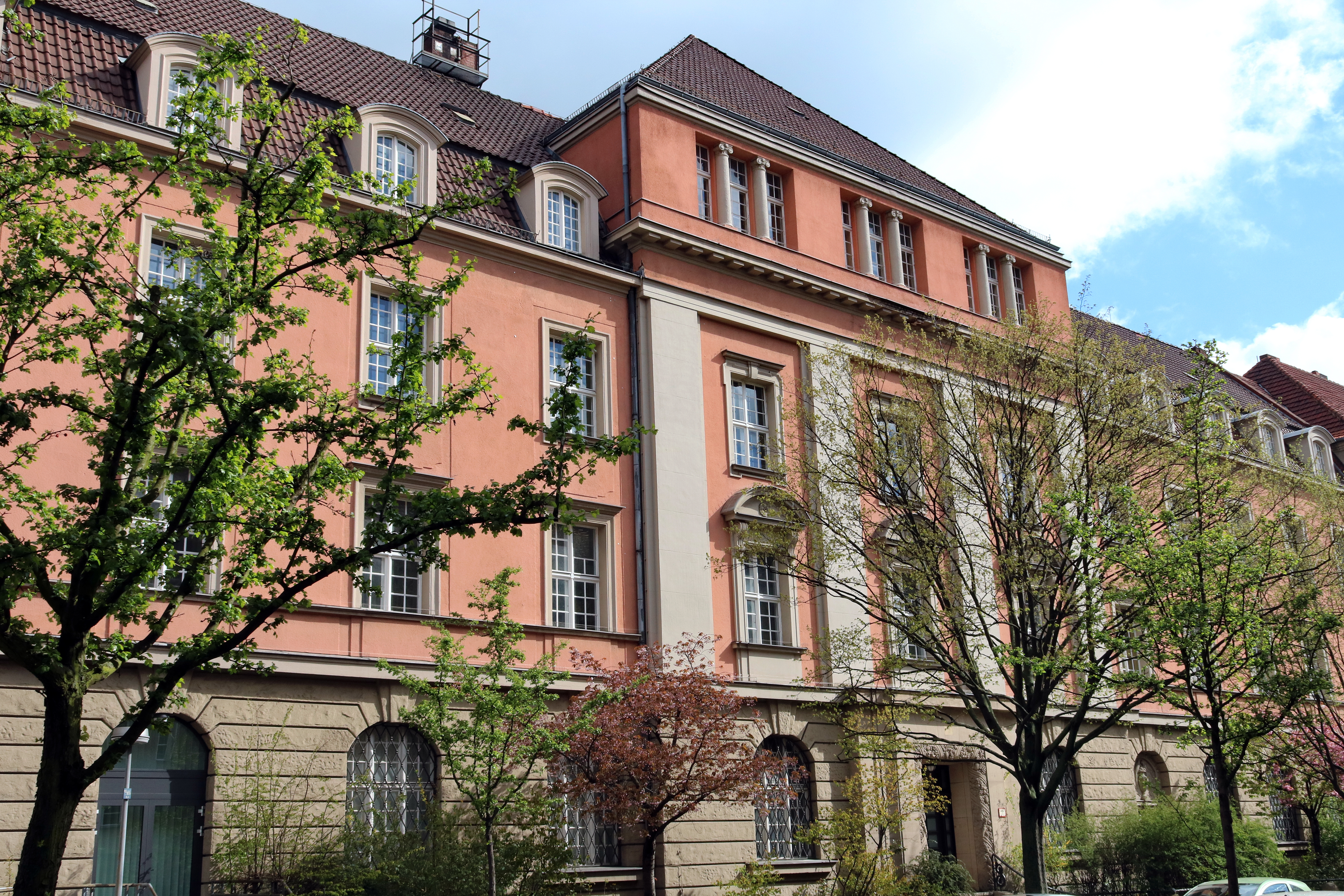
Seitenflügel an der Theodor-Francke-Straße
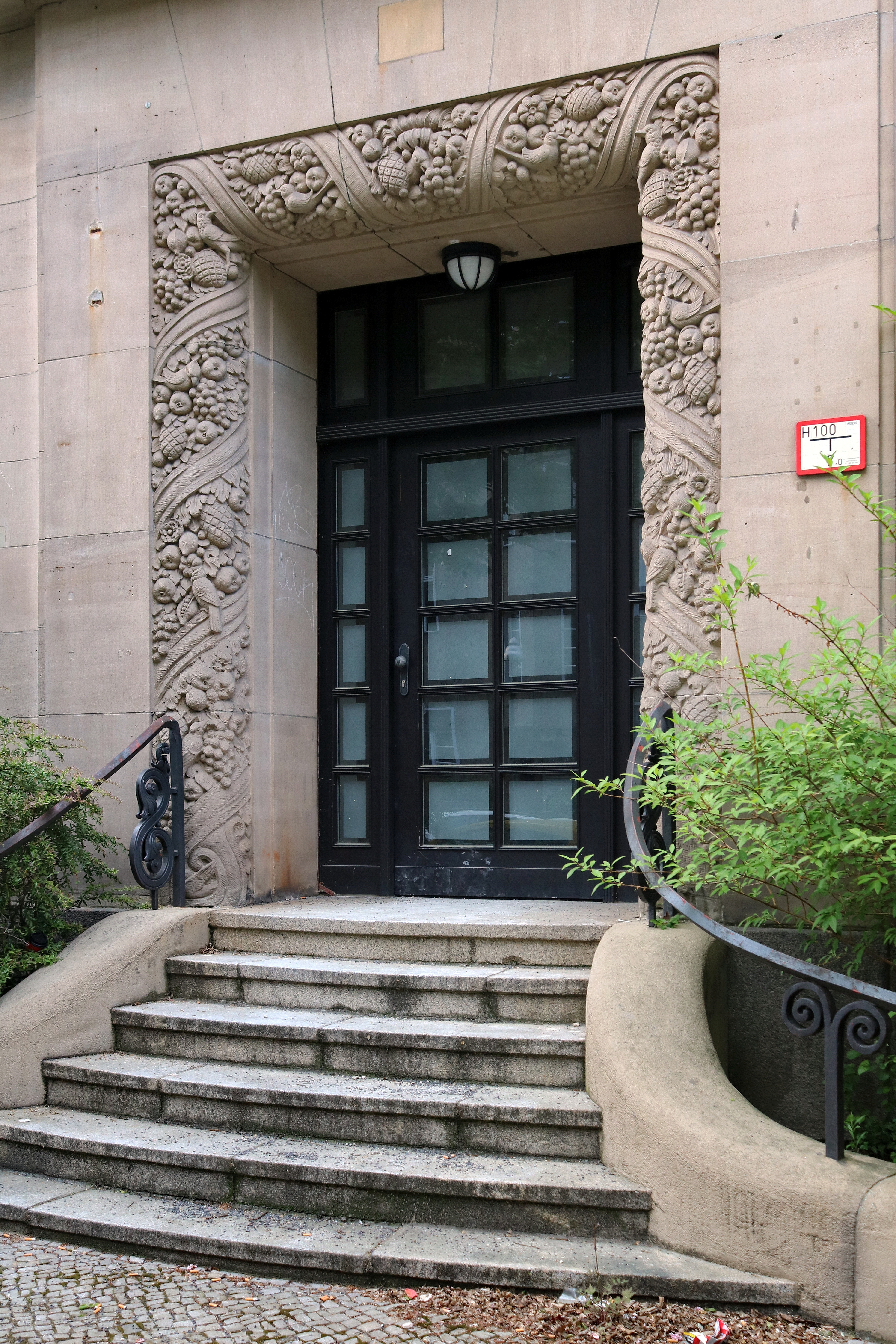
Portal mit Jugendstilgewände
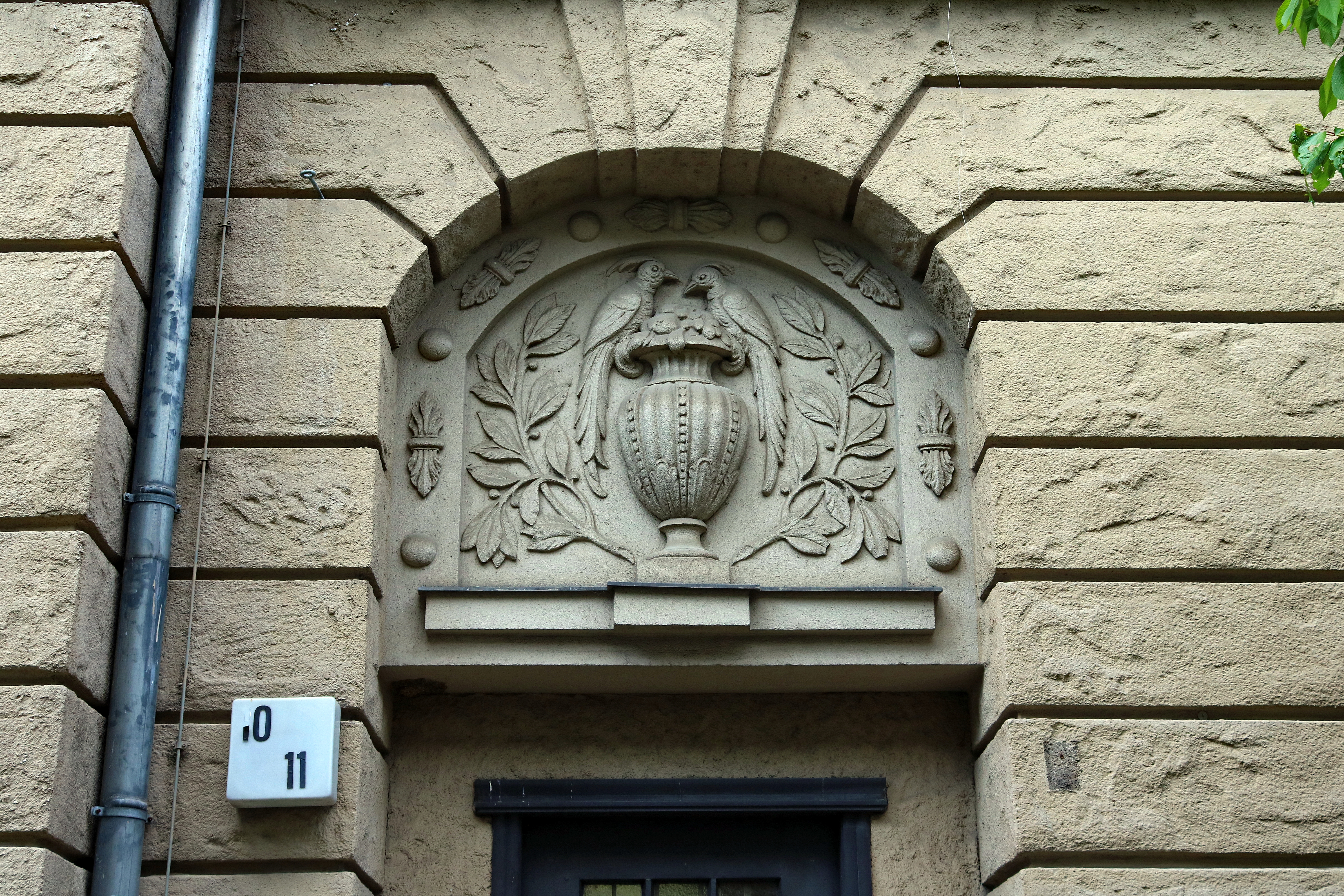
Tympanonrelief über dem Nebeneingang

Der Zweite Weltkrieg hinterließ einige Schäden am Gebäude. Im Mai 1944 riss eine Sprengbombe die Südfassade des Vorderflügels ein. Anfang der 1950er Jahre wurde der zerstörte Gebäudeteil komplett neu aufgebaut. Der Turm über dem Walmdach wurde 1957 entfernt. Das Postamt wurde zuletzt 1986 restauriert und im Inneren umgestaltet. Die Schalterhalle wurde modernisiert und die Deckenfresken freigelegt und aufgefrischt. Bereits 1952 und 1969 war die Schalterhalle im Stil der Zeit verändert worden.